# آندریفسکایا (شهرستان کراسنوبورسکی، استان آرخانگلسک)
آندریفسکایا (به لاتین: Andreyevskaya) یک منطقهٔ مسکونی در روسیه است که در استان آرخانگلسک واقع شده‌است.